# Челио
Челио (итал. Cellio) је насеље у Италији у округу Верчели, региону Пијемонт.
Према процени из 2011. у насељу је живело 302 становника. Насеље се налази на надморској висини од 679 м.

## Становништво
Према резултатима пописа становништва 2011. у општини је живело 849 становника.
| 1936. | 1951. | 1961. | 1971. | 1981. | 1991. | 2001. | 2011. |
| ----- | ----- | ----- | ----- | ----- | ----- | ----- | ----- |
| 1.601 | 1.486 | 1.222 | 944   | 840   | 851   | 903   | 849   |